# Florence Lazar
Pour les articles homonymes, voir Lazar.
Florence Lazar née en 1966 à Paris, est une photographe et documentariste française.    

## Biographie
Florence Lazar est française d'origine serbe. Elle pratique le portrait photographique dans les années 1990 puis se tourne vers la vidéo et le reportage documentaire.
En 2005, dans Rue Descartes film tourné dans la cité des Bosquets, elle mène une enquête sur la réalité des habitants des villes de Clichy-sous-Bois Montfermeil. C'est dans cette cité que les émeutes de 2005 ont démarré.  
En 2016, elle réalise la série photographique du collège Aimé-Césaire, situé dans le quartier de la Chapelle, à Paris. Chaque photo représente un objet lié au passé colonial de la France ou au mouvement anticolonial de l'après-guerre. Les objets ont été choisis en concertation avec les élèves du collège.
Le documentaire Kamen (Les pierres) de 2014 aborde l'après guerre de Bosnie-Herzégovine. Afin d'asseoir son hégémonie sur la région, la république serbe de Bosnie construit des églises et des monuments avec des pierres d'anciens édifices. Le film s'attarde sur deux reconstructions : le monastère de Hercegovačka Gračanica à Trebinje, réplique du monastère Gračanica au Kosovo et sur la reconstruction à Višegrad d'un fort  austro-hongrois démoli pour l'occasion. Le réalisateur Emir Kusturica a conçu cette réplique qui s'érige à l'endroit où l'armée serbe avait rassemblé la population musulmane lors du nettoyage ethnique de la région.
Dans 125 hectares réalisé en 2019, Véronique Montjean  relate l'histoire illicite d'un collectif d'agriculteuen Martinique. Celui-ci s'oppose à monoculture de la banane et défend une agriculture qui tienne compte des besoins de la population locale.
En 2019, le Jeu de Paume à Paris présente une rétrospective de son œuvre.

## Documentaires
- Les Paysans, 2000, 18 min
- Les femmes en noir, 2002, 12 min
- Étoile Rouge, 2006
- Rue Descartes, 2010
- Confessions d'un jeune militant, 2008, 32min
- Kamen, 2014, 66 min
- 125 hectares, 2019, 33min
- Tu crois que la terre est chose morte, 2019, 75 min

## Expositions
- Tu crois que la terre est chose morte..., Jeu de Paume, Paris, 2019